# SN 1937C
SN 1937C – supernowa typu Ia odkryta 24 sierpnia 1937 roku w galaktyce IC 4182. Jej maksymalna jasność wynosiła 8,80m.